# Heinrich V. Schenk von Reicheneck
Heinrich V. Schenk von Reicheneck, auch Heinrich I. Schenk von Reicheneck († 10. Februar 1344 in Nürnberg) war Fürstbischof von Eichstätt von 1329 bis 1344.

## Herkunft
Nach Wendehorst (S. 158) stammte die Familie ursprünglich aus der Untermaingegend von einer Nebenlinie der Schenken von Limpurg ab, bis sie sich in staufische Ministerialität begab und sich nach Burg Reicheneck bei Hersbruck benannte. Sie gehörte dort zum Gefolge der Grafen von Hirschberg. Der Onkel Heinrichs, Werntho Schenk von Reicheneck befand sich fast gleichzeitig als Fürstelekt in Bamberg.

## Leben
Als Regensburger Domherr erhielt Heinrich V. Schenk von Reicheneck 1327 von Papst Johannes XXII. den Auftrag, gegen Fälscher von Papsturkunden vorzugehen. Er kämpfte für Friedrich den Schönen bei Gammelsdorf und Mühldorf.
Nach dem Tode des Vorgängers Friedrich III. von Leuchtenberg hatte das Domkapitel mit Ludwig dem Bayern vereinbart, niemanden ohne seine Zustimmung zum Bischof zu wählen. Der papsttreue Heinrich V. wurde daher zunächst von Papst Johannes XXII. eingesetzt. Das Domkapitel reagierte mit der Ernennung von Prokuratoren, nämlich 1329 mit Domdekan Konrad von Stauff und 1330 mit Berthold von Hagel. Im März 1330 kam es zu einer Annäherung Heinrichs an Ludwig und er zog in Eichstätt ein. Im Kräfteringen zwischen geistlicher und weltlicher Macht empfing er  1334 vom Kaiser die Regalien; der Papst reagierte darauf mit seiner Exkommunikation. Der Konflikt zwischen Kaiser und Papst führte 1338 zum Kurverein von Rhense. In diesen unruhigen Zeiten bemühte sich Heinrich V., die Schuldenlast des Bistums abzutragen. Er verpfändete die Eichstätter Enklaven Schweinfurt und Königshofen im Grabfeld an das Kloster Ebrach, Burg und Stadt Abenberg an Burkard von Seckendorff-Jochsberg. Um 1340 ließ er durch Abtragung der namensgebenden Burg Reicheneck die Stadt Herrieden ummauern. Aufgrund anhaltender Spannungen mit dem Domkapitel und der Stadt Eichstätt schwand ab 1340 seine Macht, wichtige Aufgaben wurden von seinem späteren Nachfolger Albrecht und von Raban Truchseß von Wilburgstetten übernommen. Er wurde im Kloster Engelthal bestattet.